# Село имени Актан батыра (Кызылординская область)
Село имени Актан батыра (каз. Ақтан батыр ат.а., до 1997 г. — Коларык) — село в Казалинском районе Кызылординской области Казахстана. Административный центр и единственный населённый пункт Кольарыкского сельского округа. Находится примерно в 15 км к юго-западу от районного центра, посёлка Айтеке-Би. Код КАТО — 434442100. Назван в честь Актан батыра.

## Население
В 1999 году население села составляло 1562 человека (800 мужчин и 762 женщины). По данным переписи 2009 года, в селе проживало 1208 человек (608 мужчин и 600 женщин).